# Pioneritos
Los pioneritos, niños pioneros o pioneros rojos fueron denominaciones usadas para designar a los niños y las niñas que nacieron dentro de la organización terrorista peruana Partido Comunista del Perú-Sendero Luminoso (PCP-SL) o fueron secuestrados u obligados por este grupo armado para ser integrados dentro de sus estructuras. Los pioneritos eran adiestrados en el uso de armamento y adoctrinados en el marxismo-leninismo-maoísmo-pensamiento Gonzalo para ser parte del denominado Ejército Guerrillero Popular, brazo armado del PCP-SL.
Las niñas y los niños en poder del PCP-SL a la edad de entre 8 y 10 años eran designados como "niños pioneros" y pasaban a asistir a las "escuelas populares" donde eran adoctrinados, aprendían canciones senderistas, dibujaban la hoz y martillo y aprendían técnicas de escape ante una posible incursión militar. Según testimonios recogidos por la Comisión de la Verdad y Reconciliación: 

"No nos enseñaban a leer o a escribir, todo era verbalmente. Sólo ellos [los mandos subversivos] tenían un cuaderno para poder dibujar: graficaban cómo debíamos de escapar de los militares, cómo esquivar las balas y todo eso".

A la edad de 12 años se les enseñaba el uso de armas. A las mujeres se les obligaba a trenzarse el cabello. Todos eran obligados a usar ropa limpia aunque fueran harapientas. Estos niños eran usados también como "niños bomba". Para el PCP-SL:

Hacer que los niños participen activamente en la guerra popular, pueden cumplir diversas tareas a través de las cuales vayan comprendiendo la necesidad de transformar el mundo... cambiar su ideología y que adopten la del proletariado.

Si las comunidades o familias se negaban a entregar a sus hijos, los senderistas los obligaban con amenazas o los asesinaban. Otras organizaciones subversivas como el Movimiento Revolucionario Túpac Amaru (MRTA) o el Militarizado Partido Comunista del Perú (MPCP) han recurrido también a la práctica de usar niños soldado.